# 柴家门镇
柴家门镇，是中华人民共和国甘肃省白银市会宁县下辖的一个乡镇级行政单位。 2014年，甘肃省民政厅批复同意撤销柴家门乡，设立柴家门镇。

## 行政区划
柴家门镇下辖以下地区：
鸡儿咀村、小西岔村、北二十里铺村、何家门村、阳坡家村、柴家门村、樊郭去村、宝川岔村、寺南岔村、孙家去村和冯严村。